# UFC 232
UFC 232: Jones vs. Gustafsson II  é um evento de artes marciais mistas que foi realizado pelo Ultimate Fighting Championship no dia 29 de Dezembro de 2018, no The Forum em Inglewood, California. Originalmente o evento era para ser realizado em Las Vegas, Nevada, mas uma anormalidade no teste antidoping de Jon Jones fez com que a comissão achasse que não houvesse condições para o evento se realizar no estado porque queria uma audiência com o lutador, apesar da USADA ter ilibado Jones. O evento foi então marcado para o estado da California.

## Resultados
Nota 1 Pelo Cinturão Meio Pesado Vago do UFC. 

Nota 2 Pelo Cinturão Peso Pena Feminino do UFC. Nunes possui o Cinturão Peso Galo Feminino do UFC, mas este não estará valendo na luta . 

## Bônus da Noite
Os lutadores receberam $50.000 de bônus:
- Luta da Noite:  Chad Mendes vs.  Alexander Volkanovski
- Performance da Noite:  Amanda Nunes e  Ryan Hall